# Sergio Agüero
Pour les articles homonymes, voir Aguero.
Sergio Leonel Agüero del Castillo, plus simplement Sergio Agüero, né le 2 juin 1988 à Quilmes, est un footballeur international argentin ayant évolué au poste d'attaquant entre 2003 et 2021.
Agüero est formé à l'Independiente, en Argentine, club avec lequel il fait ses débuts professionnels en 2003, à l'âge de 15 ans et 35 jours, devenant le plus jeune joueur à évoluer en Primera División. En 2006, il est transféré à l'Atlético de Madrid. Agüero passe cinq saisons en Espagne, durant lesquels il est deux fois le meilleur buteur de son club. Il remporte son premier trophée en club en 2010, avec la victoire de l'Atlético en Ligue Europa. L'année suivante, il est transféré à Manchester City, où il reste dix ans. Il s'impose en Angleterre en remportant cinq Premier League, six coupes de la ligue, une FA Cup et trois Community Shield. Il devient également le meilleur buteur du club, avec 260 buts, et fait partie de l'équipe type du championnat anglais à deux reprises. Libre de tout contrat, il s'engage en 2021 avec le FC Barcelone.
Au niveau international, Agüero représente l'Argentine avec les moins de 20 ans durant les coupe du monde des moins de 20 ans en 2005 et 2007, remportant les deux tournois et le prix du meilleur buteur de la compétition en 2007. L'année suivante, Agüero remporte la médaille d'or aux Jeux olympiques de Pékin. Avec l'équipe A, Sergio Agüero est le troisième meilleur buteur de l’histoire de sa sélection (42 buts) devant Diego Maradona (34 buts). Il  participe à trois Coupes du monde, en 2010, 2014 et 2018, ainsi qu'aux Copa América de 2011, 2015, 2016, 2019 et 2021, remportant cette dernière.
En décembre 2021, à 33 ans, Agüero annonce sa retraite sportive à la suite de la détection de troubles du rythme cardiaque.
Il est actuellement streamer, PDG de l’équipe d'esport KRÜ Esports, président de l’équipe Kunisports participant à la Kings League, une compétition de football à 7, ainsi que commentateur pour ESPN.

## Biographie

### Jeunesse à Buenos Aires
Agüero est né d'un père argentin et d'une mère libanaise à l'hôpital Piñero de la Ciudad à Buenos Aires et est le deuxième des sept enfants d'une famille pauvre dépendante de la carrière professionnelle d'Agüero. Durant sa jeunesse, Agüero a vécu à González Catán, Florencio Varela et à Quilmes. C'est durant cette période qu'Agüero adopte le surnom de "Kun", attribué par ses grands-parents à cause de son physique semblable au personnage de la série télévisée d'animation japonaise Kum Kum.
Après avoir fait ses premiers pas en club à Loma Alegre et Los Primos, Agüero rejoint l'équipe des moins de 9 ans de l'Independiente. En divisions inférieures (moins de 9 ans), Agüero est sacré pour la première fois champion.

### Carrière en club

#### Independiente (2003-2006)

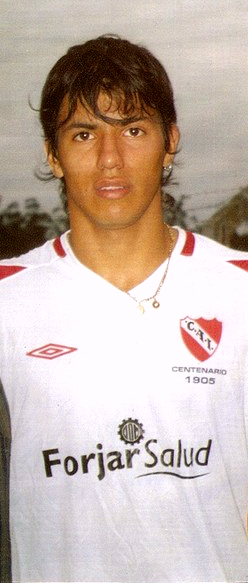
Sergio Agüero sous les couleurs de l'Independiente en 2005.

Après avoir joué pour les équipes jeunes du club, Agüero fait ses débuts en championnat à 15 ans et 35 jours le 5 juillet 2003 face à San Lorenzo, devenant ainsi le plus jeune joueur à avoir joué en Primera División. Sa prestation est bien reçue par la presse,,, mais cela restera son seul match de la saison 2002-2003, son entraîneur Oscar Ruggeri ne le sélectionnant plus dans l'équipe. Après l'arrivée d'un nouvel entraîneur, José Pastoriza, sept mois après la première apparition d'Agüero, le Kun retourne en équipe première pour une victoire 4-2 face au club péruvien Cienciano à l'occasion de la Copa Libertadores 2004. Cette apparition lui a valu le titre de plus jeune joueur à participer à la Copa Libertadores, record qu'il a tenu pendant trois ans. Le 19 juin 2004, Agüero joue un match complet pour la première fois lors du tournoi de clôture du championnat face à l'Atlético de Rafaela. Il marque son premier but dans un match nul 2-2 face à l'Estudiantes, le 26 novembre, d'un tir depuis l'extérieur de la surface. Agüero devient ainsi un membre régulier de l'équipe première et est sélectionné pour jouer la Coupe du monde des moins de 20 ans avec l'Argentine.
Durant la saison 2005-2006, Agüero marque 18 buts en 36 apparitions, ayant manqué deux matchs de championnat à cause d'une suspension. Le 11 septembre, face au Racing, Agüero part balle au pied depuis sa moitié de terrain en dribblant avant de marquer le dernier but d'une victoire 4-0 d'un tir du pied gauche,. Il obtient son premier carton rouge lors du tournoi d'ouverture, après avoir giflé un joueur du Tiro Federal. Ses bonnes prestations durant le tournoi d'ouverture ont attiré l'intérêt d'un bon nombre de clubs européens, et après des mois de spéculation, Agüero a annoncé à la télévision en avril 2006 qu'il allait sûrement quitter le club à la fin de la saison. Avant même la fin de la saison, des journaux l'envoyaient déjà en direction de l'Atlético de Madrid. Ses prestations étant louées par la presse, la possibilité qu'Agüero soit retenu pour la Coupe du monde 2006 a été discuté, mais il ne fait finalement pas partie des 23 Argentins sélectionnés,,. Lors d'une victoire 2-0 face au Club Olimpo, Agüero a reçu son cinquième carton jaune de la saison. Cela l'a empêché de disputer son dernier match pour l'Independiente face à Boca Juniors une semaine plus tard. Après avoir marqué le deuxième but du match face à Olimpo, Agüero a déclaré : « Je pense que c'était mon dernier but pour l'Independiente ». Il joue son dernier match pour son club formateur deux semaines plus tard, à l'occasion d'une défaite 2-0 contre Rosario Central. Le 30 mai 2006, Agüero est officiellement transféré à l'Atlético de Madrid pour 20 millions d'euros, devenant le joueur argentin le plus cher de l'histoire ainsi que le transfert le plus cher réalisé par le club.

#### Atlético de Madrid (2006-2011)

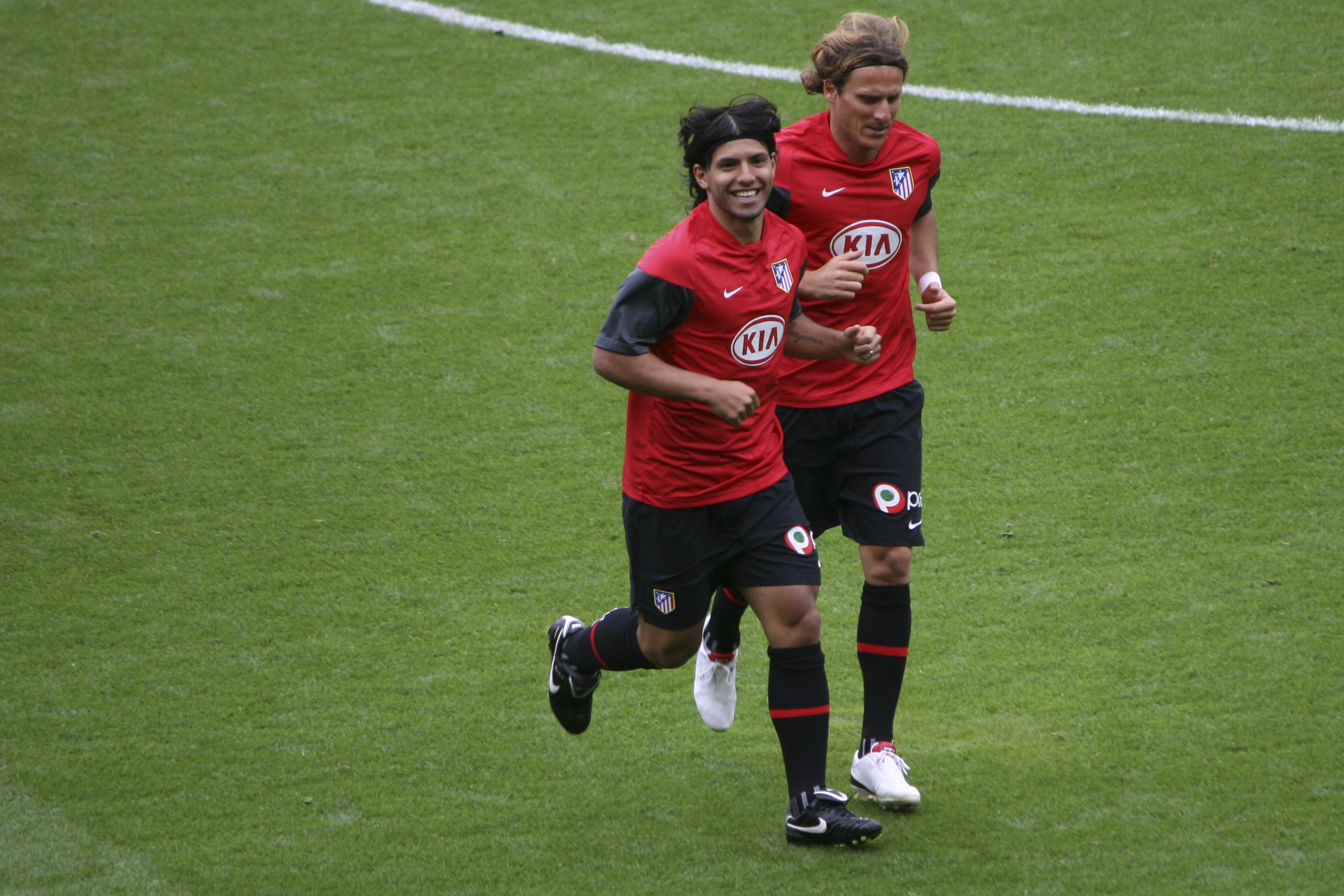
Sergio Agüero en compagnie de Diego Forlán avec l'Atlético de Madrid.

Agüero commence sa carrière à l'Atlético de Madrid en causant une controverse après avoir utilisé sa main pour marquer le but de la victoire face au Recreativo de Huelva, le 16 octobre 2006. Il marque son premier but un mois plus tôt, le 17 septembre, lors d'une victoire 4-1 face à l'Athletic Bilbao. Agüero termine sa première saison en Espagne avec un total de 7 buts toutes compétitions confondues alors que l'Atlético termine 7e de Liga, se qualifiant ainsi pour la Coupe Intertoto.
Après le départ de Fernando Torres pour Liverpool durant l'été 2007, Agüero s'est assuré une place de titulaire pour les Rojiblancos et devient vite le joueur le plus important de l'effectif à seulement 19 ans. Durant la saison 2007-2008, il termine troisième meilleur buteur de Liga derrière Daniel Güiza et Luís Fabiano, avec 19 buts, et finit deuxième au Trophée Alfredo Di Stéfano. Agüero est applaudi par les supporters de l'Atlético pour sa performance d'homme du match face au FC Barcelone en mars 2008, marquant deux buts et en assistant un autre dans une victoire 4-2,. Il marque aussi des buts importants notamment face au Real Madrid, au Valence CF ou au FC Séville afin de permettre à l'Atlético de finir quatrième et de se qualifier pour la Ligue des champions pour la première fois en dix ans.
Agüero est à nouveau un buteur régulier pour l'Atlético lors de la saison 2008-2009, formant un duo de buteurs redoutables avec l'Uruguayen Diego Forlán, lui aussi un ancien de l'Independiente. Le 16 septembre, Agüero marque son premier but en Ligue des champions lors d'une victoire 3-0 face au PSV Eindhoven, aidant ainsi l'Atlético à atteindre les huitièmes de finale de la compétition. En mars 2009, le duo Forlán et Agüero marque un doublé chacun dans une victoire 4-3 face au FC Barcelone, le Kun ayant marqué le but de la victoire dans les dernières minutes du match. Continuant à marquer des buts importants lors d'une bonne fin de saison de son club, Agüero termine dans les 10 prétendants au titre de Pichichi, trophée finalement décerné à son coéquipier Forlán.
Bien qu'il ne soit pas aussi prolifique face au but que durant les précédentes saisons, Agüero a réalisé une bonne saison 2009-2010 et a été loué pour ses performances alors que l'Atlético a vécu sa saison la plus prolifique en une décennie. En Ligue des champions, il marque un doublé face à Chelsea lors d'un match nul 2-2 au Stade Vicente-Calderón. L'Atlético termine la phase de groupe à la troisième place, et est ainsi redirigé vers la Ligue Europa. Les Rojiblancos atteignent la finale de la compétition, durant laquelle Agüero est passeur décisif sur les deux buts d'une victoire 2-1 face à Fulham. Agüero aide aussi l'Atlético à atteindre la finale de la Copa del Rey, match perdu 2-0 face à Séville au Camp Nou.
Le 27 août 2010, l'Atlético de Madrid remporte la Supercoupe de l'UEFA en battant l'Inter de Milan 2-0. Agüero a assisté José Antonio Reyes sur le premier but avant de sécuriser la victoire en marquant le deuxième. En décembre, Agüero acquiert la nationalité espagnole afin de libérer une place de joueur non-européen au club,. Le 4 janvier 2011, Agüero signe un nouveau contrat l'engageant pour le club jusqu'en 2014. Le jour suivant, il est nommé vice-capitaine de l'Atlético derrière Diego Forlán.
La saison 2010-2011 est la plus réussie d'Agüero à l'Atlético, marquant 20 buts en championnat pour la première fois de sa carrière. Entre mars et mai 2011, il a marqué lors de sept matchs successifs, un fait qu'aucun autre joueur en Europe n'a réussi à égaliser durant cette saison. Le 30 avril 2011, face au Deportivo de La Coruña, il marque son 98e but pour l'Atlético, rentrant ainsi dans le top 10 des meilleurs buteurs de l'histoire du club. Pour son dernier match avec l'Atlético, le 21 mai, il marque le premier triplé de sa carrière face au RCD Mallorca et dépasse ainsi la barre des 100 buts marqués pour les Colchoneros.
Le 23 mai 2011, Agüero annonce sur son site officiel ses intentions de quitter le club madrilène et a demandé officiellement d'être libéré de son contrat,. Agüero a ensuite déclaré à ESPN qu'il ne « reviendrait pas à l'Atlético ». Le jour même de son transfert à Manchester City, l'Atlético affrontait Strømsgodset IF au Stade Vicente-Calderón en Ligue Europa, où des fans de l'équipe madrilène ont suspendu une banderole souhaitant la mort d'Agüero. Après son départ, l'Atlético a utilisé les 45 millions d'euros gagnés grâce au transfert d'Agüero pour s'offrir l'attaquant colombien Radamel Falcao.

#### Manchester City (2011-2021)

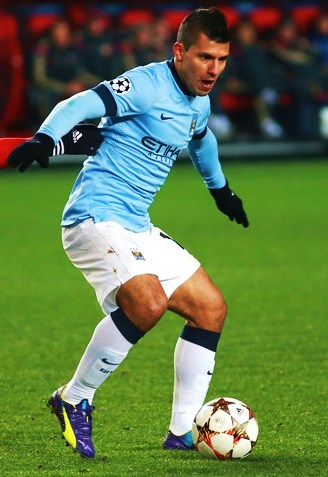
Sergio Agüero avec Manchester City face au CSKA Moscou en Ligue des champions en 2014.

Le 27 juillet 2011, le club anglais de Manchester City recrute Agüero contre un chèque d'environ 45 millions d'euros. Il marque lors de son premier match avec le maillot mancunien face à Swansea City (4-0). Lors de cette rencontre, l'ancien colchoneros réalise une prestation de très haut niveau qui lui vaut la distinction d'Homme du match, auteur d'un doublé (dont une frappe croisée des 30 mètres) et d'une passe décisive à David Silva. Avec l'accord de la ligue anglaise, l'Argentin évolue à City avec un maillot floqué de son surnom "Kun", comme dans ses précédents clubs.
Lors de la 5e journée de Premier League, "El Kun" réalise un triplé contre Wigan et permet à son équipe de remporter le match sur le score de 3-0, puis réalise une semaine plus tard, lors de la 6e journée de championnat contre Fulham, un doublé permettant à son équipe de mener 2-0. Le match se finira sur le score de 2-2. En mars 2012, face au Sporting Portugal, Agüero réalise un doublé lors de la victoire 3-2 des Skyblue, mais City est éliminé de la Ligue Europa car ils se sont inclinés au match aller (0-1).
En mai 2012, il remporte le titre de champion d'Angleterre avec Manchester City après avoir marqué le but du titre sur une passe de Mario Balotelli dans le temps additionnel du dernier match de la saison face aux Queens Park Rangers (3-2).
Sergio Agüero commence bien sa deuxième saison, et marque de nombreux buts lors des matchs de préparation. En août 2012, lors de la première journée de Premier League, l'attaquant argentin se blesse dans les premières minutes du match contre Southampton et sort sous civière. Agüero ne souffre que d'une entorse et est finalement indisponible durant un mois.
À la mi-saison, le niveau d'Agüero est jugé en dessous de celui de la saison passée, ralenti par plusieurs blessures. Mais le 8 avril, après cinq semaines d'absence à la suite d'une blessure au genou, il rentre à la 70e minute et marque huit minutes plus tard pour donner la victoire à son équipe lors du derby contre Manchester United.
Alors qu'il n'a marqué que 17 buts la saison précédente, la saison 2013-2014 commence beaucoup mieux. Il enfile les buts et les prestations de haut vol jusqu'à marquer 20 buts en 20 matchs toutes compétitions confondues. En janvier 2014, au quatrième tour de la FA Cup contre Watford, alors que son équipe est menée 2 à 0 jusqu'à la 60e minute, il inscrit un triplé et envoie Manchester City en 8e de finale (victoire 4 à 2) pour porter son total de buts de la saison à 25 en 24 matchs. Auteur de 28 buts au total, il aide Manchester City à remporter son quatrième titre de champion d'Angleterre.
Agüero entame la saison 2014-2015 en inscrivant son premier quadruplé en octobre 2014, durant la 8e journée de championnat, qui offre la victoire aux siens face à Tottenham (4-1). Il totalise 9 buts en 8 matchs de championnat. Ces quatre buts font de lui le meilleur buteur Citizen en Premier League (61 buts), record précédemment détenu par son compatriote Carlos Tévez. Mais le buteur argentin se blesse en décembre face à Everton et se retrouve éloigné des terrains pour un mois. En avril 2015, il marque ses 99e et 100e but avec Manchester City lors du traditionnel derby contre Manchester United, ce qui n'empêche pas une défaite des Citizens face à l'éternel rival (4-2). Il finit la saison meilleur buteur du championnat avec 26 buts, devançant Harry Kane et Diego Costa,.
En octobre 2015 la saison suivante, lors d'un match à domicile contre Newcastle, Agüero inscrit un quintuplé en seulement vingt minutes, permettant à son équipe menée 1-0 de s'imposer finalement 6-1. À son retour d'une blessure à la cheville en janvier, il est nommé meilleur joueur du mois de premier league. Agüero marque plusieurs buts importants au début de 2016 contre Watford (2-1), 2 buts contre West Ham (2-2), contre Sunderland (1-0) et marque les 3 buts de son équipe dans une victoire contre Chelsea (3-0). Le 19 avril 2016 il inscrit son 100e but en Premier League contre Newcastle (1-1) et devient le 25e joueur à réussir cet exploit.
En 2020-2021, il atteint la finale de la Ligue des Champions avec Man City, mais ils s'inclinèrent face à Chelsea, Aguero entrant en jeu à la place de Raheem Sterling.

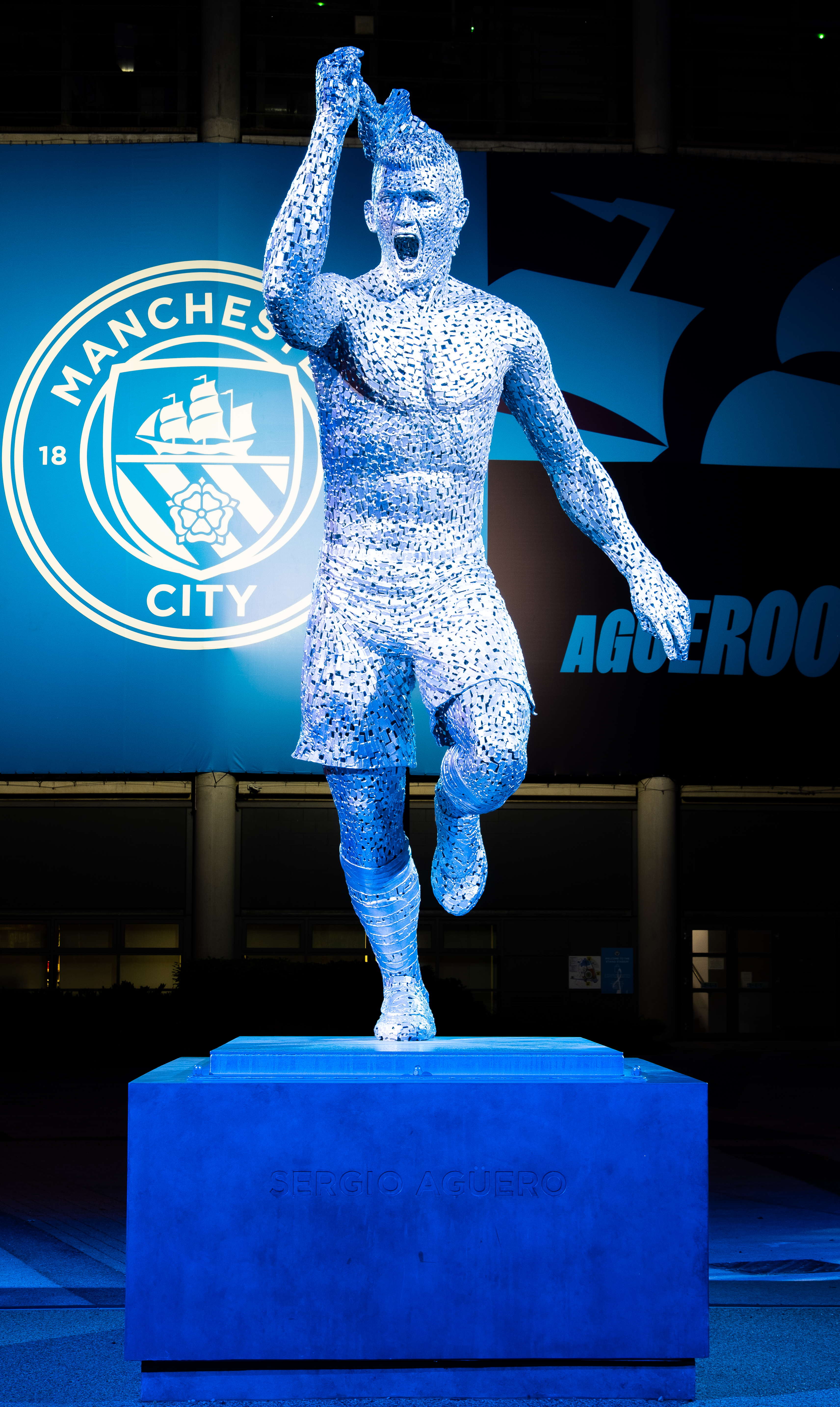
La statue de Sergio Agüero devant le City of Manchester Stadium.

Le 29 mars 2021, Manchester City annonce que l'argentin quitte le club à l'issue de la saison.

#### FC Barcelone et retraite prématurée (2021)
Libre de tout contrat, Agüero signe pour deux ans au FC Barcelone au cours de l'été 2021. Au début du mois d'août, durant un entraînement de pré-saison, il se déchire un tendon à l'intérieur du mollet. Selon le quotidien espagnol Marca, son absence est alors estimée entre deux et trois mois. Il joue finalement son premier match le 17 octobre 2021, en rentrant en jeu pour Sergiño Dest lors d'une victoire 3-1 contre le Valence CF au Camp Nou. Une nouvelle fois remplaçant, il marque l'unique but de son club lors du Clásico face au Real Madrid (défaite 1-2).
Fin octobre, au cours d'un match contre Alavés, Agüero ressent une douleur au cœur qui le contraint à quitter le terrain pour être conduit à l'hôpital. Après des examens, il apprend qu'il souffre de troubles du rythme cardiaque. Le 15 décembre, Agüero annonce l'arrêt de sa carrière sportive lors d'une conférence de presse au Camp Nou. Il déclare alors que, selon ses cardiologues, il est trop risqué pour lui de reprendre la compétition et qu'il privilégie sa santé. Quelques jours après l'annonce, Roberto Peidro, le cardiologue d'Agüero, déclare que les problèmes cardiaques du joueur n'ont « rien à voir avec le Covid et […] la vaccination ». Il explique également qu'Agüero a « une petite cicatrice dans une zone du cœur, toute petite. Cette cicatrice génère un foyer électrique, qui génère des arythmies ». Peidro écarte également un éventuel lien avec l'arythmie cardiaque qu'Agüero a connu dans son adolescence.
Agüero renonce alors à la dernière année de son contrat avec le FC Barcelone, et il n'est payé qu'en partie par son club jusqu'au 30 juin 2022. La nouvelle est suivie par les hommages de plusieurs clubs, tels que le Real Madrid et Manchester City, et de plusieurs personnalités du football, comme Roberto Mancini, le premier entraîneur d'Agüero en Angleterre, et Lionel Messi, son ami et coéquipier en sélection nationale,,. Au total, Agüero a participé à cinq rencontres avec le FC Barcelone, pour 165 minutes jouées et un but.

### Équipe nationale

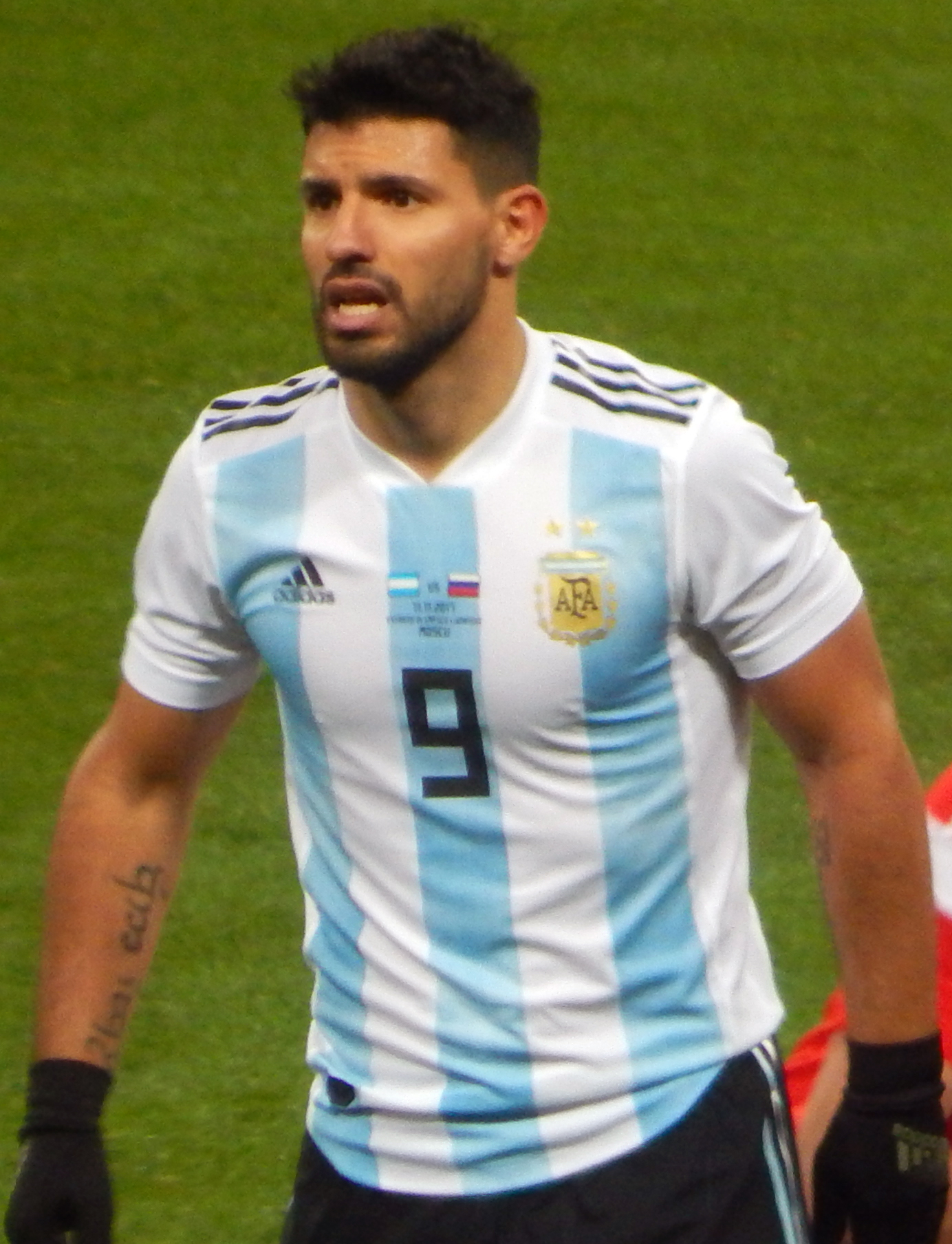
Sergio Agüero lors d'un match amical contre la Russie en 2017.

Tout d'abord sélectionné avec les moins de 20 ans argentins, Sergio Agüero va jusqu'à la Coupe du monde des moins de 20 ans 2007 au Canada, où il marque à six reprises, et aide son pays à devenir champion du monde pour la sixième fois de son histoire. Nommé Ballon d'Or de la compétition, il passe dans la catégorie supérieure.
Il dispute son premier match pour l'Argentine lors d'une rencontre amicale face à l'équipe du Brésil, jouée à l'Emirates Stadium le 3 septembre 2006.
Il participe à la Coupe du monde 2010 lors de laquelle il n'inscrit aucun but. Il fait son entrée en jeu dans le dernier quart d'heure du second match de poule face à la Corée du Sud (4-1) et délivre une passe décisive à Gonzalo Higuaín.
Quatre ans plus tard, il est sélectionné par Alejandro Sabella pour disputer la Coupe du monde 2014 au Brésil. Titulaire lors des matchs de poules, il se blesse avant les huitièmes de finale et perd sa place de titulaire, bien qu'il rentre en jeu à chaque match. Le 13 juillet, l'Argentine est en finale de la Coupe du monde contre l'Allemagne. Il n'est pas titulaire mais entre en jeu à la mi-temps. Après de nombreux efforts de l'attaquant de Manchester City, son équipe s'incline après un but de Mario Götze lors des prolongations.
Le 5 septembre 2015, en match amical, il connait une de ses meilleures performances en sélection avec deux buts et trois passes décisives contre la Bolivie (7-0).
Retenu par Jorge Sampaoli dans la liste des 23 pour participer à la Coupe du monde 2018, il y inscrit ses deux premiers buts en Coupe du monde. Au cours du huitième de finale face à la France, il entre en jeu à la place d'Enzo Pérez et marque un but de la tête, dans le temps additionnel, sur un centre de Lionel Messi. Ce but ne peut empêcher la défaite de l'Albiceleste (3-4).
Il est sélectionné par Lionel Scaloni pour participer à la Copa América 2021, remportée en juillet 2021 par l'Argentine ; Sergio Agüero prend part à quatre matchs sur sept sans inscrire de but.

## Statistiques

### Statistiques détaillées
| Saison                | Club                  | Championnat           | Championnat | Championnat | Championnat | Coupe nationale | Coupe nationale | Coupe nationale | Coupe de la Ligue | Coupe de la Ligue | Coupe de la Ligue | Supercoupe | Supercoupe | Supercoupe | Compétition(s) continentale(s) | Compétition(s) continentale(s) | Compétition(s) continentale(s) | Compétition(s) continentale(s) | Supercoupe UEFA | Supercoupe UEFA | Supercoupe UEFA | Argentine | Argentine | Argentine | Total | Total | Total |
| Saison                | Club                  | Division              | M.          | B.          | P.d.        | M.              | B.              | P.d.            | M.                | B.                | P.d.              | M.         | B.         | P.d.       | Comp.                          | M.                             | B.                             | P.d.                           | M.              | B.              | P.d.            | M.        | B.        | P.d.      | M.    | B.    | P.d.  |
| 2002-2003             | CA Independiente      | PD                    | 1           | 0           | 0           | -               | -               | -               | -                 | -                 | -                 | -          | -          | -          | -                              | -                              | -                              | -                              | -               | -               | -               | -         | -         | -         | 1     | 0     | 0     |
| 2003-2004             | CA Independiente      | PD                    | 5           | 0           | 0           | -               | -               | -               | -                 | -                 | -                 | -          | -          | -          | CL                             | 2                              | 0                              | 0                              | -               | -               | -               | -         | -         | -         | 7     | 0     | 0     |
| 2004-2005             | CA Independiente      | PD                    | 12          | 5           | 2           | -               | -               | -               | -                 | -                 | -                 | -          | -          | -          | -                              | -                              | -                              | -                              | -               | -               | -               | -         | -         | -         | 12    | 5     | 2     |
| 2005-2006             | CA Independiente      | PD                    | 36          | 18          | 4           | -               | -               | -               | -                 | -                 | -                 | -          | -          | -          | -                              | -                              | -                              | -                              | -               | -               | -               | -         | -         | -         | 36    | 18    | 4     |
| Sous-total            | Sous-total            | Sous-total            | 54          | 23          | 6           | -               | -               | -               | -                 | -                 | -                 | -          | -          | -          | -                              | 2                              | 0                              | 0                              | -               | -               | -               | -         | -         | -         | 56    | 23    | 6     |
| 2006-2007             | Atlético de Madrid    | LG                    | 38          | 6           | 2           | 4               | 1               | 0               | -                 | -                 | -                 | -          | -          | -          | -                              | -                              | -                              | -                              | -               | -               | -               | 3         | 0         | 0         | 45    | 7     | 2     |
| 2007-2008             | Atlético de Madrid    | LG                    | 37          | 19          | 6           | 4               | 2               | 0               | -                 | -                 | -                 | -          | -          | -          | CI+C3                          | 1+8                            | 0+6                            | 0+1                            | -               | -               | -               | 8         | 3         | 0         | 58    | 30    | 7     |
| 2008-2009             | Atlético de Madrid    | LG                    | 37          | 17          | 9           | 1               | 0               | 0               | -                 | -                 | -                 | -          | -          | -          | C1                             | 9                              | 4                              | 1                              | -               | -               | -               | 7         | 3         | 2         | 54    | 24    | 12    |
| 2009-2010             | Atlético de Madrid    | LG                    | 31          | 12          | 4           | 7               | 4               | 2               | -                 | -                 | -                 | -          | -          | -          | C1+C3                          | 8+8                            | 4+2                            | 0+3                            | -               | -               | -               | 7         | 2         | 1         | 61    | 24    | 10    |
| 2010-2011             | Atlético de Madrid    | LG                    | 32          | 20          | 4           | 4               | 3               | 1               | -                 | -                 | -                 | -          | -          | -          | C3                             | 4                              | 3                              | 2                              | 1               | 1               | 0               | 6         | 5         | 1         | 47    | 32    | 8     |
| Sous-total            | Sous-total            | Sous-total            | 175         | 74          | 25          | 20              | 7               | 3               | -                 | -                 | -                 | -          | -          | -          | -                              | 38                             | 19                             | 7                              | 1               | 1               | 0               | 31        | 13        | 4         | 265   | 114   | 39    |
| 2011-2012             | Manchester City       | PL                    | 34          | 23          | 8           | 1               | 1               | 0               | 3                 | 1                 | 0                 | 0          | 0          | 0          | C1+C3                          | 6+4                            | 1+4                            | 0+1                            | -               | -               | -               | 6         | 2         | 2         | 54    | 32    | 11    |
| 2012-2013             | Manchester City       | PL                    | 30          | 12          | 2           | 4               | 3               | 2               | 0                 | 0                 | 0                 | 1          | 0          | 0          | C1                             | 5                              | 2                              | 0                              | -               | -               | -               | 8         | 3         | 0         | 48    | 20    | 4     |
| 2013-2014             | Manchester City       | PL                    | 23          | 17          | 6           | 3               | 4               | 0               | 2                 | 1                 | 1                 | -          | -          | -          | C1                             | 6                              | 6                              | 2                              | -               | -               | -               | 11        | 3         | 1         | 45    | 31    | 10    |
| 2014-2015             | Manchester City       | PL                    | 33          | 26          | 8           | 1               | 0               | 0               | 1                 | 0                 | 0                 | 0          | 0          | 0          | C1                             | 7                              | 6                              | 1                              | -               | -               | -               | 10        | 8         | 0         | 52    | 40    | 9     |
| 2015-2016             | Manchester City       | PL                    | 30          | 24          | 2           | 1               | 1               | 0               | 4                 | 2                 | 2                 | -          | -          | -          | C1                             | 9                              | 2                              | 0                              | -               | -               | -               | 11        | 4         | 4         | 55    | 33    | 8     |
| 2016-2017             | Manchester City       | PL                    | 31          | 20          | 3           | 5               | 5               | 1               | 1                 | 0                 | 0                 | -          | -          | -          | C1                             | 8                              | 8                              | 2                              | -               | -               | -               | 5         | 0         | 0         | 50    | 33    | 6     |
| 2017-2018             | Manchester City       | PL                    | 25          | 21          | 6           | 3               | 2               | 0               | 4                 | 3                 | 0                 | -          | -          | -          | C1                             | 7                              | 4                              | 1                              | -               | -               | -               | 7         | 5         | 0         | 46    | 35    | 7     |
| 2018-2019             | Manchester City       | PL                    | 33          | 21          | 8           | 2               | 2               | 1               | 3                 | 1                 | 0                 | 1          | 2          | 0          | C1                             | 7                              | 6                              | 1                              | -               | -               | -               | 7         | 2         | 3         | 53    | 34    | 13    |
| 2019-2020             | Manchester City       | PL                    | 24          | 16          | 3           | 2               | 2               | 0               | 3                 | 3                 | 0                 | 0          | 0          | 0          | C1                             | 3                              | 2                              | 0                              | -               | -               | -               | 1         | 1         | 0         | 33    | 24    | 3     |
| 2020-2021             | Manchester City       | PL                    | 12          | 4           | 1           | 0               | 0               | 0               | 1                 | 0                 | 0                 | -          | -          | -          | C1                             | 7                              | 2                              | 0                              | -               | -               | -               | 4         | 0         | 1         | 24    | 6     | 2     |
| Sous-total            | Sous-total            | Sous-total            | 275         | 184         | 47          | 22              | 20              | 4               | 22                | 11                | 3                 | 2          | 2          | 0          | -                              | 69                             | 43                             | 8                              | -               | -               | -               | 70        | 28        | 11        | 460   | 288   | 73    |
| 2021-2022             | FC Barcelone          | LG                    | 4           | 1           | 0           | 0               | 0               | 0               | -                 | -                 | -                 | -          | -          | -          | C1                             | 1                              | 0                              | 0                              | -               | -               | -               | 0         | 0         | 0         | 5     | 1     | 0     |
| Sous-total            | Sous-total            | Sous-total            | 4           | 1           | 0           | 0               | 0               | 0               | -                 | -                 | -                 | -          | -          | -          | -                              | 1                              | 0                              | 0                              | -               | -               | -               | 0         | 0         | 0         | 5     | 1     | 0     |
| Total sur la carrière | Total sur la carrière | Total sur la carrière | 508         | 282         | 78          | 42              | 27              | 7               | 22                | 11                | 3                 | 2          | 2          | 0          | -                              | 110                            | 62                             | 15                             | 1               | 1               | 0               | 101       | 41        | 15        | 786   | 426   | 118   |

### En sélection nationale
| Saison                | Sélection             | Phases finales          | Phases finales | Phases finales | Phases finales | Éliminatoires CDM | Éliminatoires CDM | Éliminatoires CDM | Matchs amicaux | Matchs amicaux | Matchs amicaux | Total | Total | Total |
| Saison                | Sélection             | Compétition             | M              | B              | Pd             | M                 | B                 | Pd                | M              | B              | Pd             | M     | B     | Pd    |
| --------------------- | --------------------- | ----------------------- | -------------- | -------------- | -------------- | ----------------- | ----------------- | ----------------- | -------------- | -------------- | -------------- | ----- | ----- | ----- |
| 2006-2007             | Argentine             | Copa América 2007       | -              | -              | -              | -                 | -                 | -                 | 3              | 0              | 0              | 3     | 0     | 0     |
| 2007-2008             | Argentine             | -                       | -              | -              | -              | 4                 | 1                 | 1                 | 4              | 2              | 0              | 8     | 3     | 1     |
| 2008-2009             | Argentine             | -                       | -              | -              | -              | 6                 | 3                 | 1                 | 1              | 0              | 1              | 7     | 3     | 2     |
| 2009-2010             | Argentine             | Coupe du monde 2010     | 3              | 0              | 1              | 2                 | 0                 | 0                 | 2              | 2              | 1              | 7     | 2     | 2     |
| 2010-2011             | Argentine             | Copa América 2011       | 4              | 3              | 0              | -                 | -                 | -                 | 2              | 2              | 1              | 6     | 5     | 1     |
| 2011-2012             | Argentine             | -                       | -              | -              | -              | 2                 | 2                 | 0                 | 4              | 0              | 3              | 6     | 2     | 3     |
| 2012-2013             | Argentine             | -                       | -              | -              | -              | 4                 | 2                 | 0                 | 4              | 1              | 0              | 8     | 3     | 0     |
| 2013-2014             | Argentine             | Coupe du monde 2014     | 5              | 0              | 0              | 2                 | 1                 | 0                 | 4              | 2              | 1              | 11    | 3     | 1     |
| 2014-2015             | Argentine             | Copa América 2015       | 5              | 3              | 0              | -                 | -                 | -                 | 5              | 6              | 0              | 10    | 9     | 0     |
| 2015-2016             | Argentine             | Copa América Centenario | 5              | 1              | 0              | 3                 | 0                 | 0                 | 3              | 3              | 4              | 11    | 4     | 4     |
| 2016-2017             | Argentine             | -                       | -              | -              | -              | 5                 | 0                 | 0                 | -              | -              | -              | 5     | 0     | 0     |
| 2017-2018             | Argentine             | Coupe du monde 2018     | 4              | 2              | 0              | 0                 | 0                 | 0                 | 3              | 3              | 0              | 7     | 5     | 0     |
| 2018-2019             | Argentine             | Copa América 2019       | 6              | 2              | 1              | -                 | -                 | -                 | 1              | 0              | 0              | 7     | 2     | 1     |
| 2019-2020             | Argentine             | -                       | -              | -              | -              | -                 | -                 | -                 | 1              | 1              | 0              | 1     | 1     | 0     |
| 2020-2021             | Argentine             | Copa América 2021       | 4              | 0              | 1              | 0                 | 0                 | 0                 | -              | -              | -              | 4     | 0     | 1     |
| Total sur la carrière | Total sur la carrière | Total sur la carrière   | 36             | 11             | 3              | 28                | 9                 | 2                 | 37             | 22             | 11             | 101   | 42    | 16    |

### Buts internationaux
| Liste des buts en sélection du Kun Agüero | Liste des buts en sélection du Kun Agüero | Liste des buts en sélection du Kun Agüero                      | Liste des buts en sélection du Kun Agüero | Liste des buts en sélection du Kun Agüero | Liste des buts en sélection du Kun Agüero | Liste des buts en sélection du Kun Agüero | Liste des buts en sélection du Kun Agüero | Liste des buts en sélection du Kun Agüero | Liste des buts en sélection du Kun Agüero |
| #                                         | Date                                      | Lieu                                                           | Compétition                               | Résultat                                  | Adversaire                                | Détail                                    | Détail                                    | Détail                                    | Sél.                                      |
| ----------------------------------------- | ----------------------------------------- | -------------------------------------------------------------- | ----------------------------------------- | ----------------------------------------- | ----------------------------------------- | ----------------------------------------- | ----------------------------------------- | ----------------------------------------- | ----------------------------------------- |
| 1er                                       | 17 novembre 2007                          | Stade Monumental, Buenos Aires, Argentine                      | Éliminatoires Coupe du monde 2010         | V 3-0                                     | Bolivie                                   | 40e                                       | de la tête                                | 1-0                                       | 6e                                        |
| 2e                                        | 26 mars 2008                              | Stade international du Caire, Le Caire, Égypte                 | Match amical                              | V 0-2                                     | Égypte                                    | 65e                                       | du pied droit                             | 0-1                                       | 7e                                        |
| 3e                                        | 4 juin 2008                               | Qualcomm Stadium, San Diego, États-Unis                        | Match amical                              | V 1-4                                     | Mexique                                   | 70e                                       | du pied droit                             | 1-4                                       | 8e                                        |
| 4e                                        | 6 septembre 2008                          | Stade Monumental, Buenos Aires, Argentine                      | Éliminatoires Coupe du monde 2010         | N 1-1                                     | Paraguay                                  | 60e                                       | du pied gauche                            | 1-1                                       | 12e                                       |
| 5e                                        | 11 octobre 2008                           | Stade Monumental, Buenos Aires, Argentine                      | Éliminatoires Coupe du monde 2010         | V 2-1                                     | Uruguay                                   | 12e                                       | du pied droit                             | 2-0                                       | 14e                                       |
| 6e                                        | 28 mars 2009                              | Stade Monumental, Buenos Aires, Argentine                      | Éliminatoires Coupe du monde 2010         | V 4-0                                     | Venezuela                                 | 72e                                       | du pied droit                             | 4-0                                       | 17e                                       |
| 7e                                        | 12 août 2009                              | Stade Central Lokomotiv, Moscou, Russie                        | Match amical                              | V 2-3                                     | Russie                                    | 45e                                       | du pied droit                             | 1-1                                       | 19e                                       |
| 8e                                        | 24 mai 2010                               | Stade Monumental, Buenos Aires, Argentine                      | Match amical                              | V 5-0                                     | Canada                                    | 71e                                       | du pied gauche                            | 5-0                                       | 22e                                       |
| 9e                                        | 7 septembre 2010                          | Stade Monumental, Buenos Aires, Argentine                      | Match amical                              | V 4-1                                     | Espagne                                   | 90e                                       | de la tête                                | 4-1                                       | 26e                                       |
| 10e                                       | 20 juin 2011                              | Stade Monumental, Buenos Aires, Argentine                      | Match amical                              | V 4-0                                     | Albanie                                   | 75e                                       | du pied gauche                            | 3-0                                       | 27e                                       |
| 11e                                       | 1er juillet 2011                          | Stade Ciudad de La Plata, La Plata, Argentine                  | 1er tour de la Copa América 2011          | N 1-1                                     | Bolivie                                   | 75e                                       | du pied droit                             | 1-1                                       | 28e                                       |
| 12e                                       | 11 juillet 2011                           | Stade Mario-Alberto-Kempes, Córdoba, Argentine                 | 1er tour de la Copa América 2011          | V 3-0                                     | Costa Rica                                | 45e                                       | du pied droit                             | 1-0                                       | 30e                                       |
| 13e                                       | 11 juillet 2011                           | Stade Mario-Alberto-Kempes, Córdoba, Argentine                 | 1er tour de la Copa América 2011          | V 3-0                                     | Costa Rica                                | 52e                                       | du pied droit                             | 2-0                                       | 30e                                       |
| 14e                                       | 15 novembre 2011                          | Estadio Metropolitano Roberto Meléndez, Barranquilla, Colombie | Éliminatoires Coupe du monde 2014         | V 1-2                                     | Colombie                                  | 84e                                       | du pied droit                             | 1-2                                       | 34e                                       |
| 15e                                       | 2 juin 2012                               | Stade Monumental, Buenos Aires, Argentine                      | Éliminatoires Coupe du monde 2014         | V 4-0                                     | Équateur                                  | 19e                                       | du pied droit                             | 1-0                                       | 36e                                       |
| 16e                                       | 12 octobre 2012                           | Stade Malvinas-Argentinas, Mendoza, Argentine                  | Éliminatoires Coupe du monde 2014         | V 3-0                                     | Uruguay                                   | 74e                                       | du pied gauche                            | 2-0                                       | 39e                                       |
| 17e                                       | 6 février 2013                            | Friends Arena, Solna, Suède                                    | Match amical                              | V 2-3                                     | Suède                                     | 19e                                       | du pied gauche                            | 1-2                                       | 42e                                       |
| 18e                                       | 11 juin 2013                              | Estadio Olímpico Atahualpa, Quito, Équateur                    | Éliminatoires Coupe du monde 2014         | N 1-2                                     | Équateur                                  | 4e                                        | s.p du pied droit                         | 0-1                                       | 44e                                       |
| 19e                                       | 10 septembre 2013                         | Estadio Defensores del Chaco, Asuncion, Paraguay               | Éliminatoires Coupe du monde 2014         | V 2-5                                     | Paraguay                                  | 32e                                       | du pied gauche                            | 1-2                                       | 46e                                       |
| 20e                                       | 18 novembre 2013                          | Busch Stadium, Saint-Louis, États-Unis                         | Match amical                              | V 2-0                                     | Bosnie-H.                                 | 40e                                       | du pied droit                             | 1-0                                       | 49e                                       |
| 21e                                       | 18 novembre 2013                          | Busch Stadium, Saint-Louis, États-Unis                         | Match amical                              | V 2-0                                     | Bosnie-H.                                 | 66e                                       | du pied gauche                            | 2-0                                       | 49e                                       |
| 22e                                       | 3 septembre 2014                          | Esprit Arena, Düsseldorf, Allemagne                            | Match amical                              | V 2-4                                     | Allemagne                                 | 21e                                       | du pied droit                             | 0-1                                       | 57e                                       |
| 23e                                       | 12 novembre 2014                          | Boleyn Ground, Londres, Royaume-Uni                            | Match amical                              | V 2-1                                     | Croatie                                   | 49e                                       | de la main droite                         | 1-1                                       | 59e                                       |
| 24e                                       | 31 mars 2015                              | MetLife Stadium, East Rutherford, États-Unis                   | Match amical                              | V 2-1                                     | Équateur                                  | 8e                                        | de la tête                                | 1-0                                       | 60e                                       |
| 25e                                       | 6 juin 2015                               | Stade du bicentenaire, San Juan, Argentine                     | Match amical                              | V 5-0                                     | Bolivie                                   | 29e                                       | s.p du pied droit                         | 2-0                                       | 61e                                       |
| 26e                                       | 6 juin 2015                               | Stade du bicentenaire, San Juan, Argentine                     | Match amical                              | V 5-0                                     | Bolivie                                   | 31e                                       | du pied gauche                            | 3-0                                       | 61e                                       |
| 27e                                       | 6 juin 2015                               | Stade du bicentenaire, San Juan, Argentine                     | Match amical                              | V 5-0                                     | Bolivie                                   | 51e                                       | du pied gauche                            | 4-0                                       | 61e                                       |
| 28e                                       | 13 juin 2015                              | Estadio La Portada, La Serena, Chili                           | 1er tour de la Copa América 2015          | N 2-2                                     | Paraguay                                  | 29e                                       | du pied droit                             | 1-0                                       | 62e                                       |
| 29e                                       | 16 juin 2015                              | Estadio La Portada, La Serena, Chili                           | 1er tour de la Copa América 2015          | V 1-0                                     | Uruguay                                   | 56e                                       | de la tête                                | 1-0                                       | 63e                                       |
| 30e                                       | 30 juin 2015                              | Estadio Municipal de Concepción, Concepción, Chili             | Demi-finale de la Copa América 2015       | V 6-1                                     | Paraguay                                  | 80e                                       | de la tête                                | 5-1                                       | 65e                                       |
| 31e                                       | 4 septembre 2015                          | BBVA Stadium, Houston, États-Unis                              | Match amical                              | V 7-0                                     | Bolivie                                   | 34e                                       | du pied droit                             | 1-0                                       | 67e                                       |
| 32e                                       | 4 septembre 2015                          | BBVA Stadium, Houston, États-Unis                              | Match amical                              | V 7-0                                     | Bolivie                                   | 59e                                       | du pied droit                             | 2-0                                       | 67e                                       |
| 33e                                       | 8 septembre 2015                          | AT&T Stadium, Arlington, États-Unis                            | Match amical                              | N 2-2                                     | Mexique                                   | 85e                                       | du pied droit                             | 2-1                                       | 68e                                       |
| 34e                                       | 10 juin 2016                              | Soldier Field, Chicago, États-Unis                             | 1er tour de la Copa América Centenario    | V 5-0                                     | Panama                                    | 90e                                       | de la tête                                | 5-0                                       | 74e                                       |
| 35e                                       | 11 novembre 2017                          | Stade Loujniki, Moscou, Russie                                 | Match amical                              | V 0-1                                     | Russie                                    | 86e                                       | de la tête                                | 0-1                                       | 83e                                       |
| 36e                                       | 14 novembre 2017                          | Stade FK Krasnodar, Krasnodar, Russie                          | Match amical                              | P 2-4                                     | Nigeria                                   | 36e                                       | du pied gauche                            | 2-0                                       | 84e                                       |
| 37e                                       | 29 mai 2018                               | La Bombonera, Buenos Aires, Argentine                          | Match amical                              | V 4-0                                     | Haïti                                     | 69e                                       | du pied droit                             | 4-0                                       | 85e                                       |
| 38e                                       | 16 juin 2018                              | Iekaterinbourg Arena, Iekaterinbourg, Russie                   | 1er tour de la Coupe du monde 2018        | N 1-1                                     | Islande                                   | 19e                                       | du pied gauche                            | 1-0                                       | 86e                                       |
| 39e                                       | 30 juin 2018                              | Kazan Arena, Kazan, Russie                                     | 8e de finale de la Coupe du monde 2018    | P 4-3                                     | France                                    | 90+3e                                     | de la tête                                | 4-3                                       | 89e                                       |
| 40e                                       | 23 juin 2019                              | Arena do Grêmio, Porto Alegre, Brésil                          | 1er tour de la Copa América 2019          | V 0-2                                     | Qatar                                     | 82e                                       | du pied droit                             | 0-2                                       | 93e                                       |
| 41e                                       | 6 juillet 2019                            | Arena Corinthians, São Paulo, Brésil                           | 3e place de la Copa América 2019          | V 2-1                                     | Chili                                     | 12e                                       | du pied droit                             | 1-0                                       | 96e                                       |

## Palmarès
| Atlético de Madrid (2)                                                      | Manchester City (15) | Équipe d'Argentine (4) |
| --------------------------------------------------------------------------- | --- | --- |
| - Ligue Europa - Vainqueur : 2010 - Supercoupe de l'UEFA - Vainqueur : 2010 | - Premier League - Champion : 2012, 2014, 2018, 2019 et 2021 - Ligue des champions - Finaliste en 2021 - Coupe de la Ligue anglaise - Vainqueur : 2014, 2016, 2018, 2019, 2020 et 2021 - Coupe d'Angleterre - Vainqueur : 2019 - Finaliste : 2013 - Community Shield - Vainqueur : 2012, 2018 et 2019 | - Coupe du monde des moins de 20 ans - Vainqueur : 2005 et 2007 - Jeux olympiques - Médaillé d'or en 2008 - Coupe du monde - Finaliste : 2014 - Copa América - Vainqueur : 2021 - Finaliste : 2015 et 2016 |

### Distinctions personnelles
Agüero est élu Golden Boy en 2007. La même année il est meilleur buteur de la Coupe du monde des moins de 20 ans 2007.
La saison suivante, il remporte le Prix Don Balón du meilleur joueur étranger de la Liga en 2008 et termine second du Trophée Alfredo Di Stéfano.
Il est le meilleur buteur de l'Atlético Madrid lors des saisons 2007-2008 et 2010-2011.
Agüero est détenteur du record de titres de joueur du mois du championnat d'Angleterre avec sept désignations. Il remporte le titre honorifique en octobre 2013, novembre 2014, janvier 2016, avril 2016, janvier 2018, février 2019 et janvier 2020.
Lors de la saison 2014-2015, il termine meilleur buteur du Championnat d'Angleterre avec 26 buts.
Il est membre de l'équipe type de Premier League en 2018 et 2019,.
Agüero est le meilleur buteur de Manchester City lors de la saison 2011-2012 ainsi que toutes les saisons entre 2014 et 2019. Pour la saison 2012-2013, il est co-meilleur buteur du club mancunien aux côtés de Carlos Tévez.
Il est le meilleur buteur de l’histoire de Manchester City, le meilleur buteur étranger et non européen de la Premier League, le recordman absolu du nombre de triplé en Premier League et le joueur qui a marqué le plus de buts contre le top 6 anglais (Arsenal, Chelsea, Liverpool, Manchester United, Tottenham).

## Vie privée
Il a été marié à la fille cadette de Diego Maradona, Giannina. Ils ont un fils, Benjamin, né le 19 février 2009 à Madrid. Après quatre ans de vie commune, ils se séparent en janvier 2013.